# Thomer-la-Sôgne
Thomer-la-Sôgne ist eine Ortschaft und eine Commune déléguée in der französischen Gemeinde Chambois mit 344 Einwohnern (Stand: 1. Januar 2018) im Département Eure in der Region Normandie.
Mit Wirkung vom 1. Januar 2016 wurden die früheren Gemeinden Avrilly, Corneuil und Thomer-la-Sôgne zu einer Commune nouvelle mit dem Namen Chambois zusammengelegt. Die Gemeinde Thomer-la-Sôgne gehörte zum Arrondissement Évreux, zum Kanton Verneuil-sur-Avre und zum Kommunalverband Normandie Sud Eure.

## Geografie
Thomer-la-Sôgne liegt etwa zwölf Kilometer südlich des Stadtzentrums von Évreux.

## Bevölkerungsentwicklung
| 1962                       | 1968 | 1975 | 1982 | 1990 | 1999 | 2006 | 2013 | 2018 |
| -------------------------- | ---- | ---- | ---- | ---- | ---- | ---- | ---- | ---- |
| 212                        | 230  | 242  | 257  | 284  | 302  | 308  | 327  | 344  |
| Quellen: Cassini und INSEE |      |      |      |      |      |      |      |      |